# Lucas Flöther
Lucas F. Flöther (* 15. Januar 1974 in Leipzig) ist ein deutscher Rechtsanwalt und Insolvenzverwalter. Von 2015 bis 2023 war er Sprecher des Gravenbrucher Kreises, einer Vereinigung von Insolvenzverwaltern und Restrukturierungsexperten in Deutschland.

## Leben
Flöther studierte von 1992 bis 1997 Rechtswissenschaften an der Martin-Luther-Universität Halle-Wittenberg. 1999 wurde er in München als Rechtsanwalt zugelassen. Ein Jahr später folgte die Promotion an der Universität Halle. Seit 2005 ist er Fachanwalt für Insolvenzrecht.
Seit 2001 erhält er jedes Semester einen Lehrauftrag für Vollstreckungs- und Insolvenzrecht bzw. Zivilprozessrecht der Martin-Luther-Universität Halle-Wittenberg. Im Jahr 2012 wurde er dort zum Honorarprofessor für das Fachgebiet Bürgerliches Recht und Insolvenzrecht bestellt.
Flöther ist verheiratet, hat zwei Kinder und wohnt in Halle (Saale).
Flöther ist Partner der bundesweit tätigen Rechtsanwaltskanzlei Flöther & Wissing. Die Kanzlei ist spezialisiert auf Insolvenzverwaltung sowie auf Unternehmenssanierungen und -restrukturierungen. Seit 1999 wird er regelmäßig von verschiedenen Gerichten zum Insolvenzverwalter sowie in Eigenverwaltungsverfahren zum Sachwalter bestellt. Mit 25 Jahren war er seinerzeit der jüngste Unternehmensinsolvenzverwalter Deutschlands.

## Sanierungs- und Insolvenzverfahren
Am 15. August 2017 wurde Flöther vom Amtsgericht Charlottenburg als vorläufiger Sachwalter von Air Berlin bestellt.
Im Verfahren Air Berlin geriet Flöther wegen der Höhe der ihm bewilligten Vergütung in die Kritik, die – nur für die Phase der Eigenverwaltung, also nicht für die anschließende Tätigkeit als Insolvenzverwalter – einen Betrag von 22 Mio. € übertraf.
Am 13. Dezember 2017 folgte die Bestellung als vorläufiger Insolvenzverwalter für die NIKI Luftfahrt GmbH.
Weitere namhafte Insolvenzverfahren von Flöther sind das Modeunternehmen Basler, die Unister-Gruppe, der Fahrradhersteller MIFA, das Einzelhandelsunternehmen Mäc-Geiz und die Wohnungsbaugesellschaft Leipzig-West. Im September 2019 wurde Flöther als vorläufiger Sachwalter der Fluglinie Condor und des Klinikums Burgenlandkreis bestellt. Condor war die erste deutsche Fluglinie, die über ein Schutzschirmverfahren saniert werden konnte. Dasselbe gelang im Jahr 2021 bei der deutschen Fluglinie SUNDAIR, wo Flöther als Sachwalter im Schutzschirmverfahren bestellt war. Weitere aktuelle Verfahren von Flöther sind unter anderem die Frachtfluglinie Cargo Logic Germany GmbH, das Maschinenbauunternehmen BlecTec sowie zwei Kliniken und eine Druckerei. Zuletzt begleitete Flöther die Sanierung der Abellio-Gruppe Deutschland sowie der FAM Magdeburg als Generalhandlungsbevollmächtigter. Flöther wird auch im Bereich von Stimmrechtstreuhänderschaft sowie Bankenabwicklungen tätig.

## Funktionen
Flöther ist seit 2010 Mitglied im Gravenbrucher Kreis, von 2015 bis 2023 war er dessen Sprecher. Weiterhin ist er seit 2008 Vorsitzender des Ausschusses Insolvenzrecht der Bundesrechtsanwaltskammer. Ebenfalls ist er Mitglied der Vereinigung der Zivilprozessrechtslehrer.
Von 2011 bis 2015 war Flöther Vorstandsmitglied im Verband Insolvenzverwalter und Sachwalter Deutschlands (VID). Schwerpunkt seiner Arbeit war die Sicherung der Unabhängigkeit von Insolvenzverwaltern und die weitere Verbesserung der Qualität der Insolvenzverwaltung. Darüber hinaus war er Mitglied der vom Bundesministerium der Justiz eingesetzten Expertenrunde zur Erarbeitung eines Gesetzesentwurfes im Konzerninsolvenzrecht.

## Publikationen (Auswahl)
- Flöther: Kommentar zum StaRUG – Unternehmensstabilisierungs- und -restrukturierungsgesetz, C. H. Beck, München, 2021.
- Flöther: Handbuch Sanierungsrecht, Verlag C. H. Beck, München, 2019.
- Flöther: Handbuch zum Konzerninsolvenzrecht, Verlag C. H. Beck, München, 2. Auflage, 2018.
- Auswirkungen des inländischen Insolvenzverfahrens auf Schiedsverfahren und Schiedsabrede, Diss., Carl Heymanns Verlag, Köln, Berlin, Bonn, München, 2000.
- Flöther/Smid/Wehdeking: Die Eigenverwaltung in der Insolvenz, Verlag C. H. Beck, München, 2005.
- MaInsO – Mindestanforderungen an die Insolvenzabwicklung, in: Best-Practice-Standard für Insolvenzverwalter, Gläubiger und Schuldner zur effizienten und erfolgreichen Verfahrensabwicklung, IQS – Institut für Qualität und Standard in der Insolvenzabwicklung (Hrsg.), 2010.
- Anordnung und Aufhebung der Eigenverwaltung, Haftung im Rahmen der Eigenverwaltung, in: Kübler (Hrsg.), HRI – Handbuch Restrukturierung in der Insolvenz, RWS-Verlag, Köln, 2012.
- §§ 3a ff. und §§ 269a ff. (Konzerninsolvenzrecht) in: Beck`scher Online-Kommentar InsO, Verlag C. H. Beck München.
- Sechster Teil der Insolvenzordnung – Insolvenzplan (§§ 217 ff. InsO), in: Blersch, Goetsch, Haas (Hrsg.), Berliner Kommentar zum Insolvenzrecht, Rudolf Haufe Verlag.
- §§ 165 – 173 InsO in: Kübler/Prütting/Bork (Hrsg.), Kommentar zur Insolvenzordnung, RWS-Verlag.
- §§ 103 ff. InsO und Art. 13-26 EuInsVO, in: Ahrens/Gehrlein/Ringstmeier (Hrsg.), Fachanwaltskommentar Insolvenzrecht, Verlag Luchterhand, Köln, 2012.
- Die aktuelle Reform des Insolvenzrechts durch das ESUG – Mehr Schein als Sein?, ZIP 2012, S. 1833 ff.

## Belege
1. ↑  Martin-Luther-Universität Halle-Wittenberg: Nummer 146/2012 vom 28. August 2012. Abgerufen am 13. Februar 2014.
2. ↑  Insolvenzverwalter Lucas Flöther aus Halle im Porträt . Leipziger Volkszeitung vom 1. Februar 2018. Abgerufen am 15. Februar 2018.
3. ↑  Stefan Denkhaus zum neuen Sprecher des Gravenbrucher Kreises gewählt in ZIPonline Branchen-News.
4. ↑  Franziska Höhnl (dpa): Unister, Mifa, Air Berlin – der Herr der Insolvenzen. Insolvenzverwalter Lucas Flöther aus Halle im Porträt. Leipziger Volkszeitung, Online-Ausgabe. Abgerufen am 5. Februar 2018.
5. ↑  Jens Schneider: Profil Lucas Flöther. Süddeutsche Zeitung vom 17. August 2017. Abgerufen am 20. August 2017.
6. ↑  Klassenbester aus Halle. Frankfurter Rundschau vom 17. August 2017. Abgerufen am 20. August 2017.
7. ↑  Air-Berlin-Abwickler bekommt 22 Millionen Euro. In: welt.de. 8. März 2019, abgerufen am 29. August 2023.
8. ↑  Lucas Flöther bekommt als Sachverwalter bei Air Berlin 22 Millionen Euro. In: handelsblatt.com. 7. März 2019, abgerufen am 29. August 2023.
9. ↑  Vorläufiger Insolvenzverwalter über Vermögen der NIKI Luftfahrt GmbH bestellt Pressemitteilung Amtsgericht Charlottenburg vom 14. Dezember 2017. Abgerufen am 12. Januar 2018.
10. ↑  Der Mann, der um Air Berlin und Niki kämpft Rheinische Post vom 12. Januar 2017. Abgerufen am 12. Januar 2018.
11. ↑  Unister-Insolvenz: Rockaway Capital kauft Unisters Reiseportale. In: wiwo.de. Abgerufen am 17. Januar 2017.
12. ↑  Wieder pleite: Flöther übernimmt erneut bei Mifa. In: juve.de. Abgerufen am 17. Januar 2017.
13. ↑  Angeschlagener Discounter überlebt. In: FOCUS Online. (focus.de [abgerufen am 17. Januar 2017]).
14. ↑  https://www.juve.de/nachrichten/namenundnachrichten/2019/09/nach-air-berlin-floether-uebernimmt-auch-condor-insolvenz
15. ↑  https://www.juve.de/nachrichten/namenundnachrichten/2019/09/krankenhausinsolvenz-eckert-und-floether-kurieren-klinikum-burgenlandkreis
16. ↑  https://www.boerse-online.de/nachrichten/aktien/ferienflieger-condor-muss-nach-insolvenz-wieder-auf-eigenen-fuessen-stehen-1029849441
17. ↑  https://www.juve.de/nachrichten/namenundnachrichten/2020/11/insolvenz-fluggesellschaft-sundair-landet-unter-floethers-schutzschirm
18. ↑  https://www.aerotelegraph.com/cargologic-germany-ist-zahlungsunfaehig-insolvenz-floether
19. ↑  dpa Sachsen-Anhalt: Metallindustrie: Metallbau-Firma Blectec beantragt Insolvenz. In: zeit.de. 5. Februar 2021, abgerufen am 27. Januar 2024.
20. ↑  https://www.der-indat.de/floether-wissing-begleitet-abellio-bei-sanierung-mittels-schutzschirmverfahren/
21. ↑  https://app.insolvenz-portal.de/Nachrichten/anlagenbauer-fam-aus-magdeburg-startet-sanierung-in-eigenverwaltung/24849
22. ↑  https://deutscher-aktien-informations-dienst.de/2022/11/17/vtb-bank-europe-se-frankfurt-am-main-einladung-zur-ausserordentlichen-hauptversammlung-2022/
23. ↑  https://www.gravenbrucher-kreis.de/mitglieder/
24. ↑  Zivilprozessrechtslehrer. Abgerufen am 13. Februar 2014.
25. ↑  Insolvenzverwalter: Niering löst Beck an der VID-Spitze ab. In: juve.de. 7. Juni 2011, abgerufen am 21. August 2017.

| Personendaten    | Personendaten                                                  |
| ---------------- | -------------------------------------------------------------- |
| NAME             | Flöther, Lucas                                                 |
| ALTERNATIVNAMEN  | Flöther, Lucas F.                                              |
| KURZBESCHREIBUNG | deutscher Rechtsanwalt, Insolvenzverwalter und Hochschullehrer |
| GEBURTSDATUM     | 15. Januar 1974                                                |
| GEBURTSORT       | Leipzig                                                        |